# 陈温福
陈温福（1955年12月28日—），汉族，辽宁法库人，农学家，沈阳农业大学农学专业毕业，民盟盟员，农学博士、教授，现为中国工程院农业学部院士，沈阳农业大学水稻研究所所长，兼辽宁省生物炭工程技术研究中心主任，第十四届全国政协委员。主要从事北方粳稻育种栽培及生物炭农用理论与技术研究。

## 生平
陈温福1955年12月28日出生于辽宁省沈阳市法库县包家屯镇榆树坨子村，1976年以工农兵大学生身份推荐进入沈阳农业大学学习，先后获得农学学士和农学硕士学位，1987年获得沈阳农业大学农学博士学位，毕业后留校工作，1992年赴英国雷丁大学生物系访问学习，1993年回国。期间，1979年晋升为助教，1984年赴复旦大学生物系访问学习，1987年晋升为讲师，1990年晋升为副教授；1996年，陈晋升为教授。
2008年，当选为第十一届全国人大代表。2013年，当选为第十二届全国人大代表。2018年2月，当选为第十三届全国人大代表。2023年1月，当选为第十四届全国政协委员。

## 荣誉
- 农业部中华农业英才奖（2008年）[6]
- 中国工程院院士（2009年）[11]
- 全国模范教师（2009年）[6]
- 国家科学技术进步二等奖（2002年、2009年）[7]
- 何梁何利科学与技术进步奖（2011年）[2]
- 全国五一劳动奖章（2011年）[6]
- 全国杰出专业技术人才（2014年）[7]
- 全国先进工作者（2015年）[12]